# Mitrofan Voronješki
Sveti Mitrofan Voronješki (rus. Митрофан Воронежский) (Antilohovo, 6. studenog 1623. - Voronjež 23. studenog 1703.) - ruski pravoslavni svetac.
Rođen je 1623. godine u Vladimirskoj oblasti. Roditelji su ga obrazovali u duhu pravoslavne vjere. Prvu polovicu svoga života proveo je kao parohijski svećenik u selu Sidorovskom. U njegovoj četrdesetoj godini umrla mu je supruga, nakon čega odlazi u manastir Zolotnikovski Uspenija Božje Matere, blizu grada Suzdalja, gdje se zaredio. Godine 1666., Mitrofan je postavljen za igumana obližnjeg, Jahromskog Kozminog manastira, a 1675. godine za igumana Unženskog manastira, u oblasti Galiča. Kada je osnovana nova eparhija u Voronježu, Mitrofan je izabran za njenog prvog episkopa, i rukopoložen 2. travnja 1682. godine.
Kao episkop, Mitrofan je razvio veliku evanđeosku djelatnost u svojoj eparhiji. Puno se trudio da kod svećenstva podigne duhovnost i pojača pastirsku revnost, a kod vjernika približi život po Svetom Evanđelju. Kao duhovni vođa, sveti Mitrofan bio je vrlo pristupačan, i njegov episkopski dom bio je utočište nevoljnima i tužnima, putnicima i bolesnima.
Vrlo ga je poštovao ruski car Petar Veliki, koji je često dolazio u Voronjež, i uvijek posjećivao svetog Mitrofana.
Umro je u svojoj osamdesetoj godini, 23. studenog 1703. godine. Sahranjen je u voronješkoj crkvi. Njegove svete moći svečano su otkrivene 6. kolovoza 1832. godine. Danas se čuvaju u Blagovečenskoj crkvi u Voronježu.
Pravoslavna crkva proslavlja svetog Mitrofana 23. studenoga po julijanskom kalendaru.
Kip mu se nalazi ispred katedrale Navještenja u Voronježu.